# Simran Kaur Mundi
Simran Kaur Mundi es una modelo y actriz india que hizo su debut en las pantallas en la película hindú Jo Hum Chahein de 2011. Anteriormente fue una exitosa modelo y se coronó en el certamen Femina Miss India 2008 en Bombay el 5 de abril de 2008.

## Biografía
Nacida en Bombay el 13 de septiembre de 1988, Mundi pertenece a una familia sij de Punjab. Estudió durante dos años en la Escuela Pública de Delhi, Vijaipur, Guna Madhya Pradesh y luego completó sus estudios en el internado Scindia Kanya Vidyalaya, Gwalior, Madhya Pradesh. Finalizó su carrera de Bio-Tecnología en la escuela de ciencia Holkar en 2007. Después de su graduación regresó a Bombay y trabajó con la empresa Fame Cinemas en Andheri como ejecutiva de relaciones, donde gestionó reservas para profesionales del cine y los medios.
Mientras trabajaba en Fame Cinemas, algunas de las personas que conoció allí la animaron a participar en el concurso de Femina Miss India en su versión de 2008. Incluso sin tener ninguna experiencia en el modelaje profesional, siguió compitiendo junto a las mejores del país y ganó el título, coronándose como Femina Miss India Universe de 2008 sucediendo a Puja Gupta. Luego pasó a representar a India en el concurso Miss Universo 2008 celebrado en el Diamond Bay Resort en Nha Trang, Vietnam, el 13 de julio de 2008, donde obtuvo el primer lugar en la competencia Beach Beauty, el segundo en la competencia Evening Gown y el cuarto en el National Costume Round.
Después de ganar el título Femina Miss India en 2008, comenzó a modelar de manera profesional. Modeló en las Fashion Weeks Lakme India 2008-2011, Wills India Fashion Weeks 2010, 2011, India Couture Weeks 2008-2010, Dubai Fashion Week, NIFD, NIFT, entre muchos otros eventos. También se presentó en la alfombra roja representando a la película Outrage en el festival de cine de Cannes en 2010 y participó en el Fashion Paranoia de Cannes en su versión 2010.
Fue una de las jueces en Femina Miss India Delhi 2013, Femina Miss India Chandigarh 2013 y Elite Model Look India 2014. También realizó algunos comerciales para la marca Hot Oil en 2008, además de realizar otras campañas publicitarias impresas y comerciales. Trabajó en un vídeo musical para el reconocido compositor y cantante musical punjabi Sukshinder Shinda titulado "La la la la" del álbum Jadoo, publicado el 2 de diciembre de 2010.

### Televisión y cine

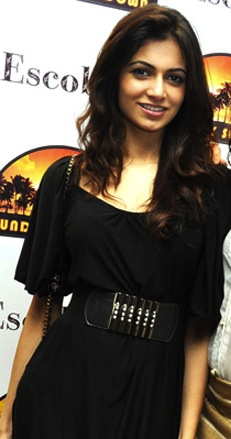
Mundi en 2012.

En enero de 2011 hizo parte del elenco del programa de telerrealidad Zor Ka Jhatka: Total Wipeout. Fue la ganadora en el séptimo episodio y encontró su lugar entre las 15 finalistas en el episodio final. En enero de 2013, Mundi hizo su debut como presentadora de la primera Liga de Hockey de la India, donde presentó partidos que se jugaron en todo el país durante más de un mes.
Hizo su debut como actriz en Bollywood con la película Jo Hum Chahein el 16 de diciembre de 2011 junto al actor Sunny Gill. Dicha producción obtuvo una tibia respuesta en la taquilla pero la actriz recibió un reconocimiento positivo por su actuación. En julio de 2013 hizo su debut en el cine punjabi junto a Gippy Grewal y Jazzy Bains en la película Best of Luck, producción que se convirtió en una de las más exitosas en la historia del cine de Punjab. En septiembre de 2013, Mundi hizo su debut en Tollywood con la película Potugadu junto a la estrella del cine telugu Manoj Manchu, que tuvo una buena recepción de crítica y taquilla.
Su próxima película de Bollywood fue Kuku Mathur Ki Jhand Ho Gayi, producida por Balaji Motion Pictures. Luego fue vista en la pantalla junto al comediante Kapil Sharma quien hizo su debut como actor en la película Kis Kisko Pyaar Karoon, dirigida por Abbas Mustan.

## Filmografía

### Cine
- 2011 - Jo Hum Chanhein
- 2013 - Best of Luck
- 2013 - Potugadu
- 2014 - Kuku Mathur Ki Jhand Ho Gayi
- 2014 - Mundeyan Ton Bachke Rahin
- 2015 - Kis Kisko Pyaar Karoon